# توم آين
طوم آين (14 أغسطس 1940 - 26 مايو 1991)، هو كاتب مسرحي، شاعر غنائي، ومخرج تلفزيوني أمريكي. حصل على جائزة توني لأفضل كتاب موسيقي عام 1981.
ولد يوم 14 أغسطس 1940 في كامبريدج، أوهايو، الولايات المتحدة الأمريكية وهو أصغر سبعة أطفال. والداه، كانا يمتلكان ويديران مطعمًا عائليًا. التحق بجامعة ولاية أوهايو لكنه غادر قبل التخرج. انتقل إلى مدينة نيويورك في عام 1960 لدراسة التمثيل في الأكاديمية الأمريكية للفنون المسرحية.وعمل لفترة وجيزة كعامل صحفي قبل أن يبدأ الكتابة للمسرح. بدأت مسيرة بمسرح تجريبي كتبه وأخرجه «Off-Off Broadway» في الستينيات من القرن العشرين شارك فيلم «Bette Midler: Ol' Red Hair Is Back (1977)».
توفي يوم 26 مايو 1991 في بالم بيتش، ولاية فلوريدا، بسبب مرض الإيدز.

## روابط خارجية
توم آين على موقع IMDb (الإنجليزية)
- توم آين على موقع ميوزك برينز (الإنجليزية)
- توم آين على موقع قاعدة بيانات برودواي على الإنترنت (الإنجليزية)
- توم آين على موقع ديسكوغز (الإنجليزية)
- توم آين على موقع قاعدة بيانات الفيلم (الإنجليزية)